# 钉菇目
钉菇目（学名：Gomphales）是伞菌纲下的担子菌。钉菇目的一些科有时会被列为鬼笔目，反过来亦是如此，它们有时也会被当作异名。目前已被弃用的枝瑚菌科（Ramariaceae）以前也曾被列为鸡油菌目。经过系统发生学分析后，钉菇目在原先W. Jülich所描述的基础上又增加了棒瑚菌科（Clavariadelphaceae）。据2008年时的估计，钉菇目共包含18个属、336个物种。

## 科
- 棒瑚菌科 Clavariadelphaceae
- 钉菇科 Gomphaceae
- 木须菌科 Lentariaceae